# Henri-Gustave Delvigne

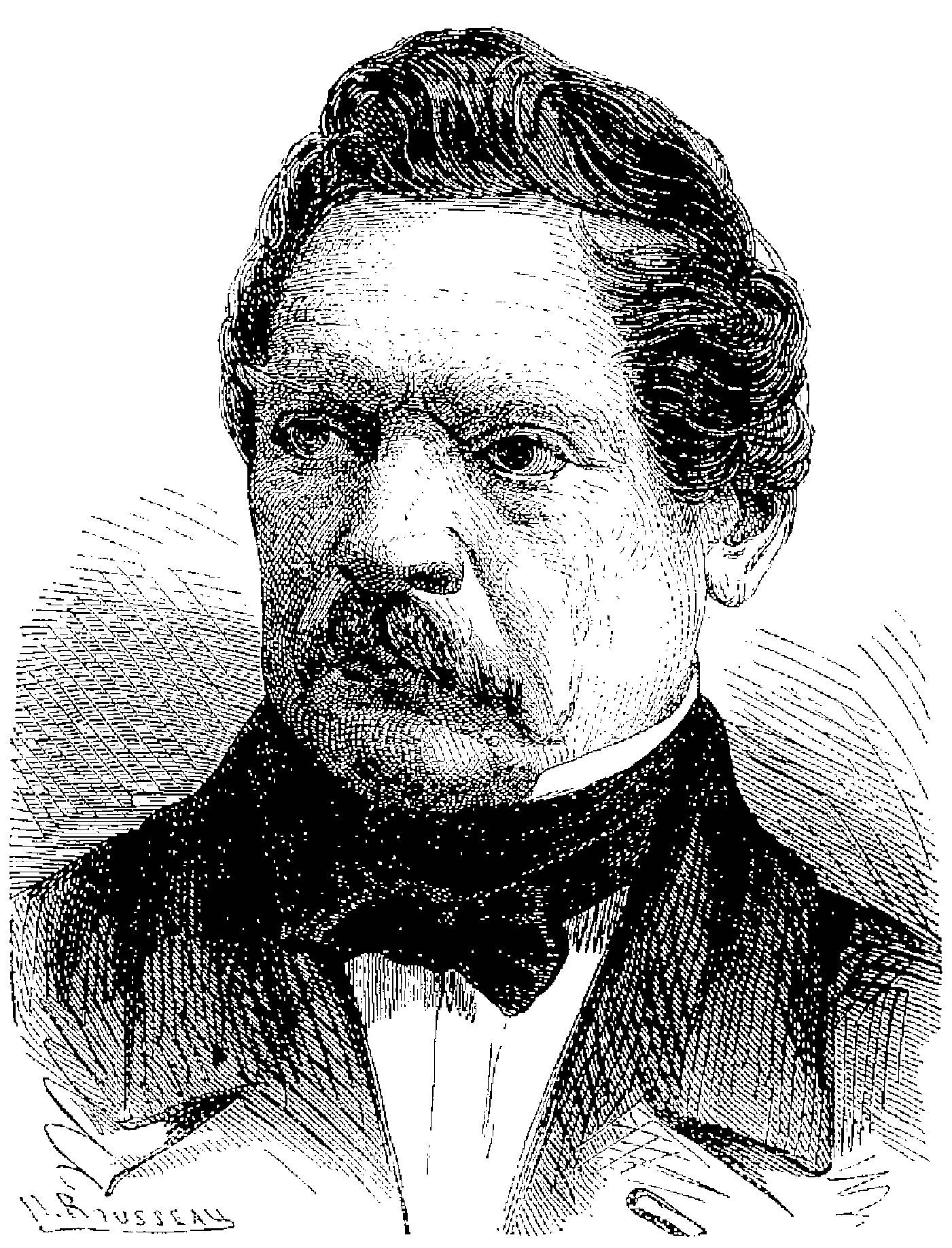
Henri-Gustave Delvigne.

Henri-Gustave Delvigne (10 de abril de 1800 Hamburgo, Alemanha — 18 de outubro de 1876 (76 anos) Toulon, França), foi um oficial de infantaria da "Garde Royale" (Tenente com a patente de Capitão na linha de frente) e inventor francês, ele renunciou ao exército após a Revolução de Julho; como inventor, Delvigne desenhou rifles inovadores e ajudou a desenvolver as balas cilíndro-cônicas.

## A carabina Delvigne
Em 1826, Delvigne inventou um novo método que simplificou muito o uso de canos estriados e criou um "rifle" que leva seu nome. A câmara deste rifle era menor que o diâmetro do cano da arma, ao qual era conectada por um tubo de raio igual ao da bala usada. Tanto a pólvora quanto a bala eram carregadas na câmara pela "boca" do cano da arma (antecarga). A bala se acomodava sobre o tubo da câmara e era então compactada com a vareta. Com isso, o diâmetro da bala aumentava até se encaixar nas ranhuras do cano, e com esse contato firme com o raiamento, giraria sobre seu próprio eixo mais fortemente.

## Sabot de madeira
Em uma evolução deste primeiro desenho, M. de Pontacharra introduziu um "sabot" de madeira na parte traseira da bala, que limitava sua deformação em direção à câmara, ao mesmo tempo que permitia que a sua expansão radial se adaptasse às ranhuras.
De acordo com o historiador da artilharia John Gibbon:

Delvigne, ao colocar uma câmara na parte inferior do cano de um rifle comum e usá-la para forçar a bala, colocada livremente no cano, eliminou a grande objeção ao uso de rifles na guerra: a dificuldade de carregá-los, e deu um impulso no que diz respeito às investigações sobre a arma, o que gerou uma revolução no sistema de armar a infantaria, ao conduzir ao uso do presente armamento, mais eficiente. Este evento levou à adoção, em 1842, no Exército francês, da carabina com câmara em lugar do mosquete estriado com balas esféricas.
— John Gibbon, The Artillerist's Manual 1860
A deformação radial da bala contra as ranhuras permitiria uma melhor rotação da bala, mas sua deformação a tornava menos aerodinâmica limitando seu alcance.

## Balas cilindro-cônicas
A partir de 1830, Delvigne começou a desenvolver balas cilindro-cônicas. A estabilidade da bola será posteriormente melhorada graças à introdução de ranhuras por François Tamisier. No entanto, adicionar essas ranhuras à bala dificultou a expansão da bala contra as ranhuras do cano.
A invenção de Delvigne foi aprimorada pelo oficial francês Louis-Étienne Thouvenin. Ele adiciona uma haste no centro da câmara, a pólvora depositada pelo cano ficava ao redor dessa haste, sobre a qual a bala era inserida; quano a bala era empurrada pela vareta, a sua base se expandia radialmente forçada pela haste contra as ranhuras do cano, evitando deformar a ponta da bala, mantendo sua aerodinâmica.
Essas invenções marcam etapas importantes no aprimoramento do "rifle" e são precursoras da bala Minié, desenvolvimento para o qual Delvigne também contribuiu.

## Arma de serviço até 1892
O revólver Chamelot-Delvigne foi uma das armas que Delvigne desenvolveu com o armeiro belga J. Chamelot, a partir de 1862. Foi adotado pelo Exército Suíço, em abril de 1872 em calibre 10,4 mm, o Chamelot-Delvigne foi selecionado pelo "Armée de terre" em calibre 11 mm, utilizando cartuchos Lefaucheux e o "spécial Galand", em 1873.

## Outras invenções
Delvigne também desenvolveu alguns aparelhos salva-vidas, especialmente foguetes salva-vidas.

## Publicações
As publicações de Delvigne incluem:
- Exposé d'un nouveau système d'armement pour l'infanterie (1836).[8]
- Le revolver réglementaire Chamelot-Delvigne Modèle 1873 - Ebook, Bastié et Casanova - (Éditions H&L - HLebooks.com 2001)
- Connaissance du revolver français Modèle 1873 - Ebook, Gérard Henrotin - (Éditions H&L - HLebooks.com 2011)

## Honrarias
O inventor foi condecorado com a "Légion d'Honneur" em 1830 e em seguida, promovido a oficial da mesma ordem em 1866.